# Diaspiniphagus
Diaspiniphagus is een geslacht van vliesvleugeligen uit de familie Aphelinidae. De wetenschappelijke naam van dit geslacht is voor het eerst geldig gepubliceerd in 1927 door Silvestri.

## Soorten
Het geslacht Diaspiniphagus omvat de volgende soorten:
- Diaspiniphagus decorus Hayat, 2011
- Diaspiniphagus fasciativentris (Girault, 1908)
- Diaspiniphagus forbesi (Dozier, 1928)
- Diaspiniphagus fuscipennis (Girault, 1908)
- Diaspiniphagus inlacertus (Girault, 1931)
- Diaspiniphagus maculatus (Howard, 1907)
- Diaspiniphagus moeris (Walker, 1839)
- Diaspiniphagus murtfeldtii (Howard, 1894)
- Diaspiniphagus pulchellus (Dozier, 1937)